# Makira (eiland)

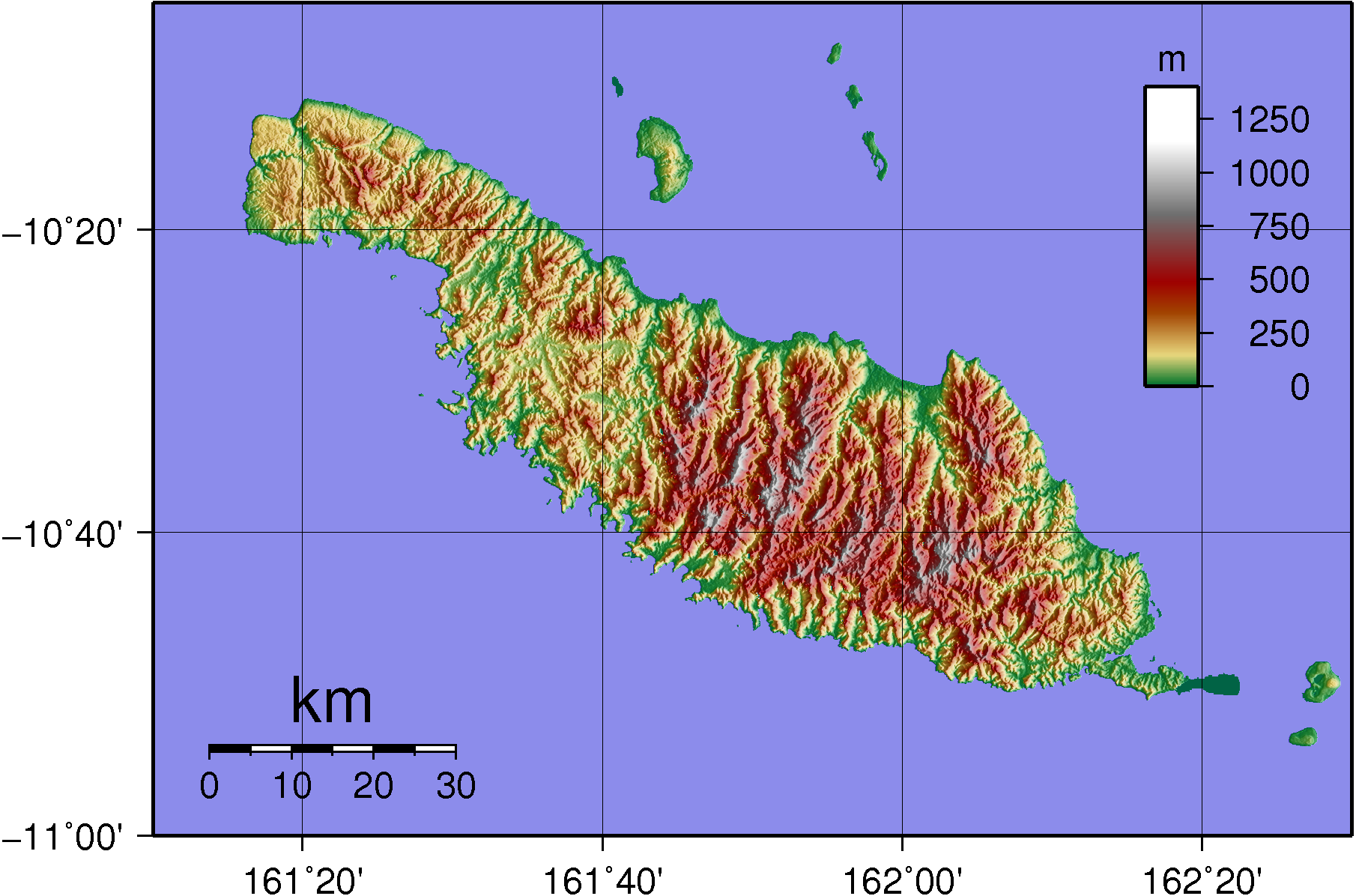
Topografische kaart van Makira

Makira (oude naam: San Cristobal) is het zuidoostelijkste hoofdeiland van de Salomonseilanden in de provincie Makira. Het is 3090 km² groot en het hoogste punt is 1040 m. De hoofdplaats is Kirakira.

## Beschrijving van het eiland

### Geschiedenis
De eerste Europeaan die het eiland beschreef was de Spaanse ontdekkingsreiziger Álvaro de Mendaña in juni 1568. Het eiland werd verkend met een brigantijn vanaf het eiland Guadalcanal en door de Spanjaarden op de kaart gezet als San Cristobal.

### Fauna
Het eiland is bekend om een aantal endemische vogelsoorten: San-Cristobalwaterhoen (Gallinula silvestris), San-Cristobaldwergijsvogel (Ceyx gentianus), San-Cristobalhoningeter (Meliarchus sclateri), salomonsrupsvogel (Coracina salomonis), San-Cristobalboszanger (Phylloscopus makirensis), donkere waaierstaart (Rhipidura tenebrosa), makiragoudlijster (Zoothera margaretae) en San Cristobal-purperspreeuw (Aplonis dichroa).
De volgende zoogdieren komen er voor: witte koeskoes (Phalanger orientalis), wild zwijn (Sus scrofa), Polynesische rat (Rattus exulans), zwarte rat (Rattus rattus) (alle vier geïntroduceerd), Dobsonia inermis, Macroglossus minimus, Melonycteris fardoulisi, Nyctimene bougainville, Pteropus cognatus, tongavleerhond (Pteropus tonganus), Rousettus amplexicaudatus, Emballonura nigrescens, Aselliscus tricuspidatus, Hipposideros calcaratus, Hipposideros demissus, Miniopterus australis, Miniopterus macrocneme, Miniopterus propitristis en Miniopterus schreibersii.
Door de introductie van invasieve zoogdieren zoals varkens, katten, honden,ratten en de witte koeskoes en door grootschalige ontbossing neemt de biodiversiteit op het eiland in hoog tempo af.

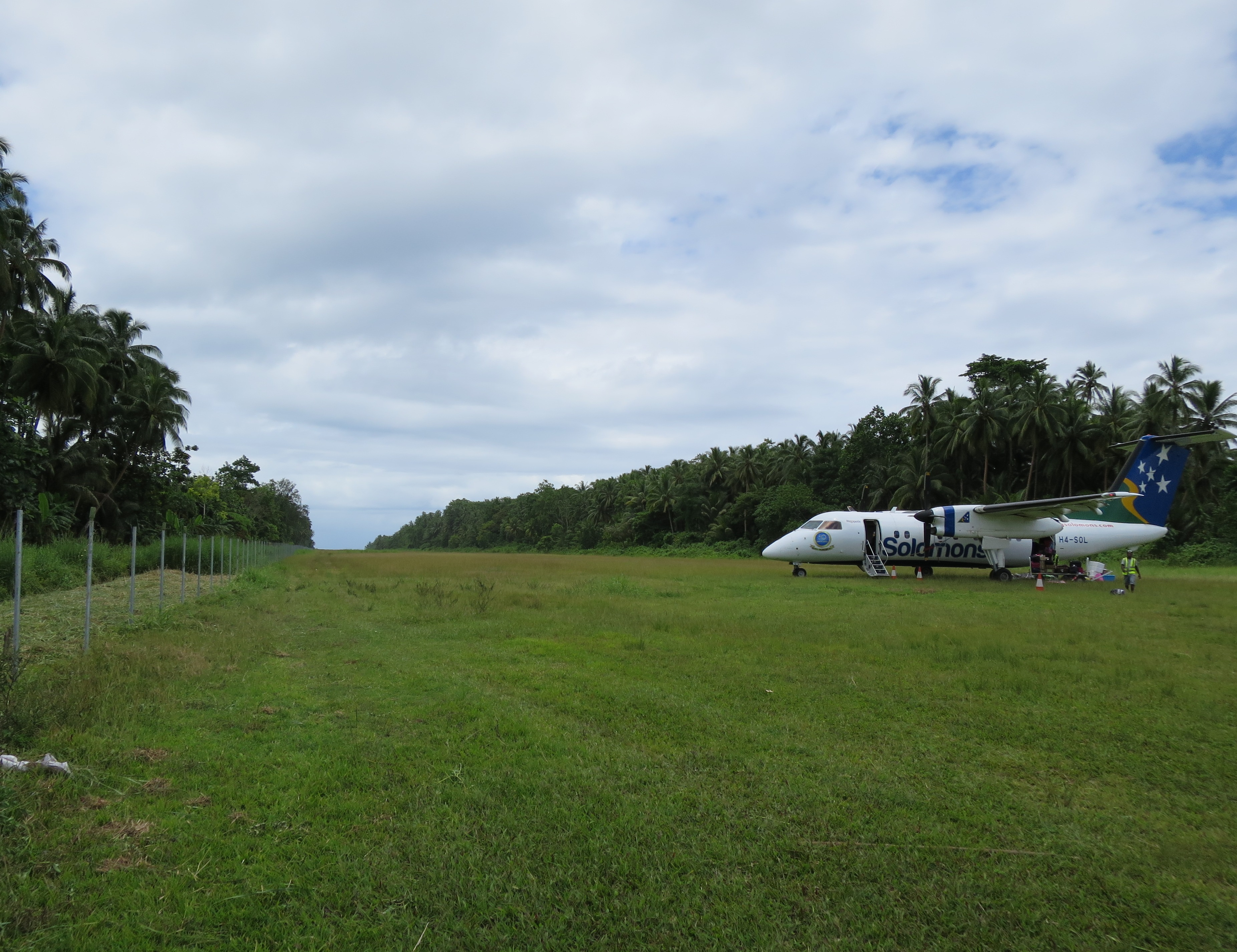
Vliegveld
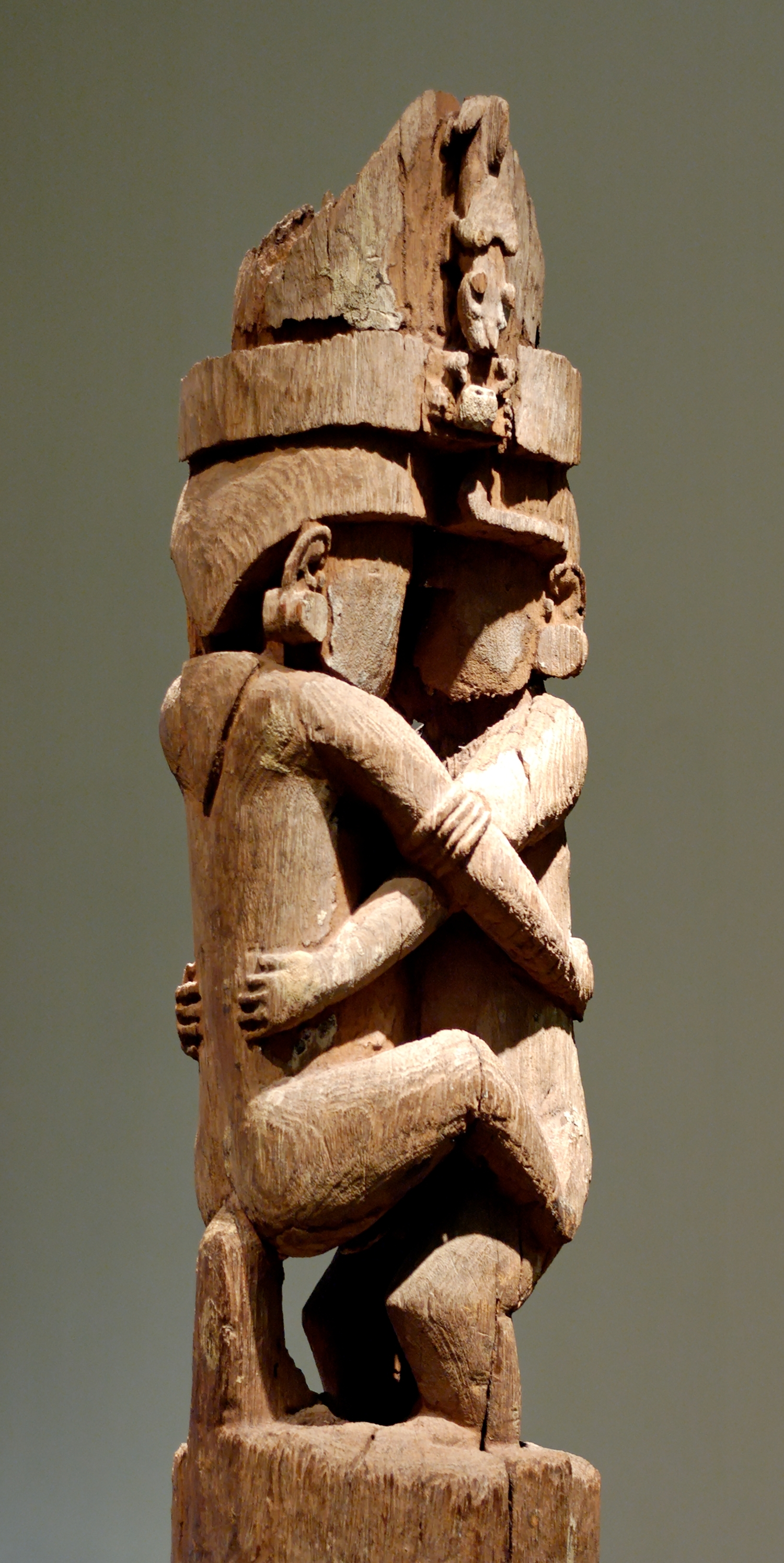
Houten paal voor een ceremonieel huis (detail). Dorp Magura op Makira uit de 17de eeuw